# 이베타 무쿠찬
이베타 무쿠찬(아르메니아어: Իվետա Մուկուչյան, 1986년 10월 14일 ~ )은 아르메니아의 가수, 작곡가 겸 모델이다. 아르메니아의 수도 예레반에서 태어났으나 1992년 독일의 함부르크로 이사를 갔다. 2009년, 그녀는 아르메니아로 돌아가 오디션 프로그램 Hay Superstar에 참가하여 5위를 차지하였고, 2012년에는 The Voice의 독일 버전에 참가하였다. 같은 해에 El Style지에서는 그녀를 "가장 섹시한 아르메니아인"으로 선정하였다.
2016년 5월, 유로비전 송 콘테스트 2016에 곡 "LoveWave"로 참가하여 7위를 차지하였다. 독일 함부르크에서 활동중이다.